# Gonomyia cinerea
Gonomyia cinerea là một loài ruồi trong họ Limoniidae. Chúng phân bố ở miền Tân bắc.